# Xyloiulus
A Xyloiulus az ikerszelvényesek (Diplopoda) osztályának Juliformia öregrendjébe, ezen belül a fosszilis Xyloiuloidea öregcsaládjába tartozó  Xyloiulidae család eddig egyetlen felfedezett neme.

## Tudnivalók
A Xyloiulus-fajok a késő karbon korszak idején éltek, azon a földrészen, amelyből később Észak-Amerika és Európa lettek. Az idetartozó állatok átlagos hossza körülbelül 5,7 centiméter volt. A maradványaikat általában megkövesedett pecsétfa (Sigillaria) rönkökben találták meg.

## Rendszerezés
A nembe az alábbi 6 faj tartozik:
- †Xyloiulus bairdi Hoffman, 1963
- †Xyloiulus frustulentis Scudder, 1890
- †Xyloiulus mazonus Scudder, 1890
- †Xyloiulus pstrossi Fritsch
- †Xyloiulus sigillariae (Dawson), 1860 - típusfaj
- †Xyloiulus sellatus Fritsch

## Fordítás
- Ez a szócikk részben vagy egészben  a   Xyloiulus című angol Wikipédia-szócikk ezen változatának fordításán alapul.  Az eredeti cikk szerkesztőit annak laptörténete sorolja fel. Ez a jelzés csupán a megfogalmazás eredetét és a szerzői jogokat jelzi, nem szolgál a cikkben szereplő információk forrásmegjelöléseként.